# Sing It Away
Sing It Away (с англ. — «Пение возвращается») — песня финляндской певицы Сандья, с которой они представляли Финляндию на конкурсе Евровидение 2016, проведенном в Стокгольме, Швеция.
В 2016 году Сандья приняла участие в финском конкурсе «Uuden Musiikin Kilpailu», который одновременно был отбором Финляндии на Конкурс песни Евровидение 2016 года. Во время финала отбора, который состоялся 27 февраля, певица побеждает (она заняла первое место по голосованию жюри и третье по голосованию телезрителей), и это дало ей право представлять свою страну на Евровидении 2016 в Стокгольме, Швеция.